# Església dels Àngels de Castellví de Rosanes
L'Església dels Àngels de Castellví de Rosanes és una església del municipi de Castellví de Rosanes (Baix Llobregat) inclosa en l'Inventari del Patrimoni Arquitectònic de Catalunya.

## Descripció
Es tracta d'una petita església d'una sola nau i creuer. Fou construïda en reble. L'obra s'inicià el 1740 i finalitzà l'any 1858.
Es conserva al seu interior un retaule del 1694 de Francesc Espill.

## Història
Destruïda l'església de Castellví, junt amb el Castellvell, l'any 1714, el poble traslladà la parròquia una petita església dedicada a la Mare de Déu dels Àngels. Possiblement era romànica i fou enderrocada per fer una nova construcció. L'any 1955 deixa de ser utilitzada com a parròquia.